# Vadász Bence
Vadász Bence DLA (Budapest, 1964. október 22.) Ybl Miklós-díjas építész.
A tökéletesség nem az, amihez nincs mit hozzátenni, hanem amiből nincs mit elvenni.

## ALKOTÓ
"A több mint 100 évre visszatekintő Vadász-építészdinasztia máig élő és tevékeny formálója a magyar építészetnek. Egyedülálló építész-família az övüké, hiszen legalább három generáción keresztül tud – más korban, más igények mellett – magas szakmai nívót felmutatni ..." - írja a családról Gottdank Tibor építészeti kutató.
Vadász Bence DLA helyzete az induláskor kettős volt: egyrészt örökölt egy stabil családi építészeti látásmódot édesapjától, a Kossuth-díjas Vadász Györgytől, aki már szintén építész családba született, és nagyapjától, Vadász Mihálytól másrészt meg kellett találnia a családi inspirációk biztonságából kiindulva a saját alkotói útját. Az alkotói komfortzónából kilépni a szabadformálásig, amely új dimenziókat nyitott meg előtte. Ahogy vallja: „Ilyen értelemben talán ez a jelenlegi pillanat-, ez a komponálási szakasz az, amely esszenciálisan összegzi azt a személyes építészettörténetet, amelyet a szívemben, a zsigereimben és a tudatomban őrzök, használok, és amely azt is megengedi, hogy eltávolodjak tőle, – hogy különleges –, eddig számomra ismeretlen és csodálatos építészeti vidékekre merészkedjek." - írja róla Gerbei Anita az OPUS-ban.

### Ars Poetica
Az útkeresés számomra nem ér véget a házaknál, a stílusbeli korlátok átlépése után szinte már magától és önként megnyílnak a műfaji korlátok is. Ötven éves koromra már nemcsak tudtam, de meg is tapasztalhattam, hogy az építészet valóban esszenciája a művészeteknek. Rejtve, vagy direkt, csöndesen, vagy harsányan, de benne foglaltatik a képzőművészet szobrokkal, reliefekkel vagy éppen az épület szoborszerűségével, - a festészet a színkompozíciókban, - a zeneművészet kottafüzetként akár a homlokzati lyuk-architektúrában, - vagy épp a költészet a ritmussal, a hangsúlyokkal és a rímekkel...
Régi vágyam, hogy a „szerves építészet” és a modernista vonulat formavilága találkozhasson és „kezet foghasson” egy munkámon. Nehéz feladat, ha finoman és üzenet-értékűen, szeretettel és tisztelettel – nem pedig direkt módon és erős gesztusokkal - próbálod megfogalmazni. Remélem a Csarnoktéri munkánkon sikerült ez a „kézfogás” ...
| Vadász Bence MAGYAR TÁNCOK - Hotel a Csarnoktéren Lomhán mozdul a ritmus a beton szomorú köpenyében, de egy víg táncra kilép ma a zord, szigorú kalodából, mintha a szél szelíden belekapna, gyorsul a ritmus, csattan az ostor ahogy feleselnek egymást gyűrve vagy épp kisimítva az ívek, hullámzó szalagok, magyarok vaduló lobogása, zászlókként ölelik az idő meg a tér fura sarkát. – 2020. július |

## Család
Már az 1880-ban született dédnagyapja Vadász Károly is építésznek tanult, dolgozott Pogány Móric műtermében, de végül újságíró lett. Az építész álmokat Károly fia, a nagyapa Vadász Mihály valósította meg, aki Bauer Emillel, majd Preisich Gáborral dolgozik együtt. Mihály feleségétől Pallós Vilmától született egyetlen gyermeke Vadász György is építész lett, aki számos 20. századi neves építésszel dolgozott együtt élete során. 

Vadász György és Pusztai Katalin első feleségével való házasságából 2 féltestvér gyermek született; 1955-ben Vadász György statikus és 1956-ban Vadász Katalin tanítónő. Pöhl Veronika nyugalmazott testnevelő tanár második feleségével való házasságából született Bence 1964-ben, és az ő húga Eszter kirakatrendező és úszóedző 1971-ben.
Vadász Bence első feleségétől Huber Esztertől született 1993-ban Vadász Márk bőrgyógyász és 1997-ben Vadász Borbála politológus, majd második feleségétől Dávid Ágnes statikustól született 2010-ben Vadász Berta, és 2012-ban Vadász Vilma.
Mesteriskolás építész lett a nagybáty Vadász György fia, az 1981-ben született Vadász Balázs is, akivel egy építész irodában dolgoznak.

## Életpálya

### Tanulmányok
| Móricz Zsigmond Gimnázium (középiskola)                                            | 1979 - 1983 |
| BME Építészmérnöki Kar                                                             | 1983 - 1988 |
| MÉSZ Mesteriskola XI. ciklus                                                       | 1990 - 1992 |
| Breuer Marcel Doktori Iskola – PTE MIK                                             | 2014 - 2016 |
| DLA fokozat - summa cum laude (Szakdolgozat: Úton a moderntől a minimalizmus felé) | 2016        |

### Munkahelyek
| ARTUNION – Széchenyi Építész Stúdió | tervező               | 1988        |
| Pécsiterv budapesti irodája         | vezető tervező        | 1989 - 1990 |
| Vadász és Társai Építőművész Kft.   | vezető tervező        | 1991        |
| V.T. Design Bt.                     | irodavezető           | 1995        |
| Vadász és Társai Építőművész Kft.   | irodavezető helyettes | 1999        |
| Vadász és Társai Építőművész Kft.   | irodavezető           | 2000 -      |

### Fontosabb szakmai tagságok
| Magyar Építőművészek Szövetsége | elnökségi tag            | 2012 - 2016 |
| Magyar Művészeti Akadémia       | rendes tag               | 2021 -      |
| Magyar Művészet                 | szerkesztőbizottsági tag | 2022 - 2024 |
| Országos Építészeti Tervtanács  | tag                      | 2022 -      |
| MMA-MMKI Ösztöndíj Bizottság    | tag/szekcióvezető        | 2022 -      |

További életpálya adatok tekinthetők meg az OPUS (analóg művészetből digitális örökség) gyűjteményben.

## Köztéri művei

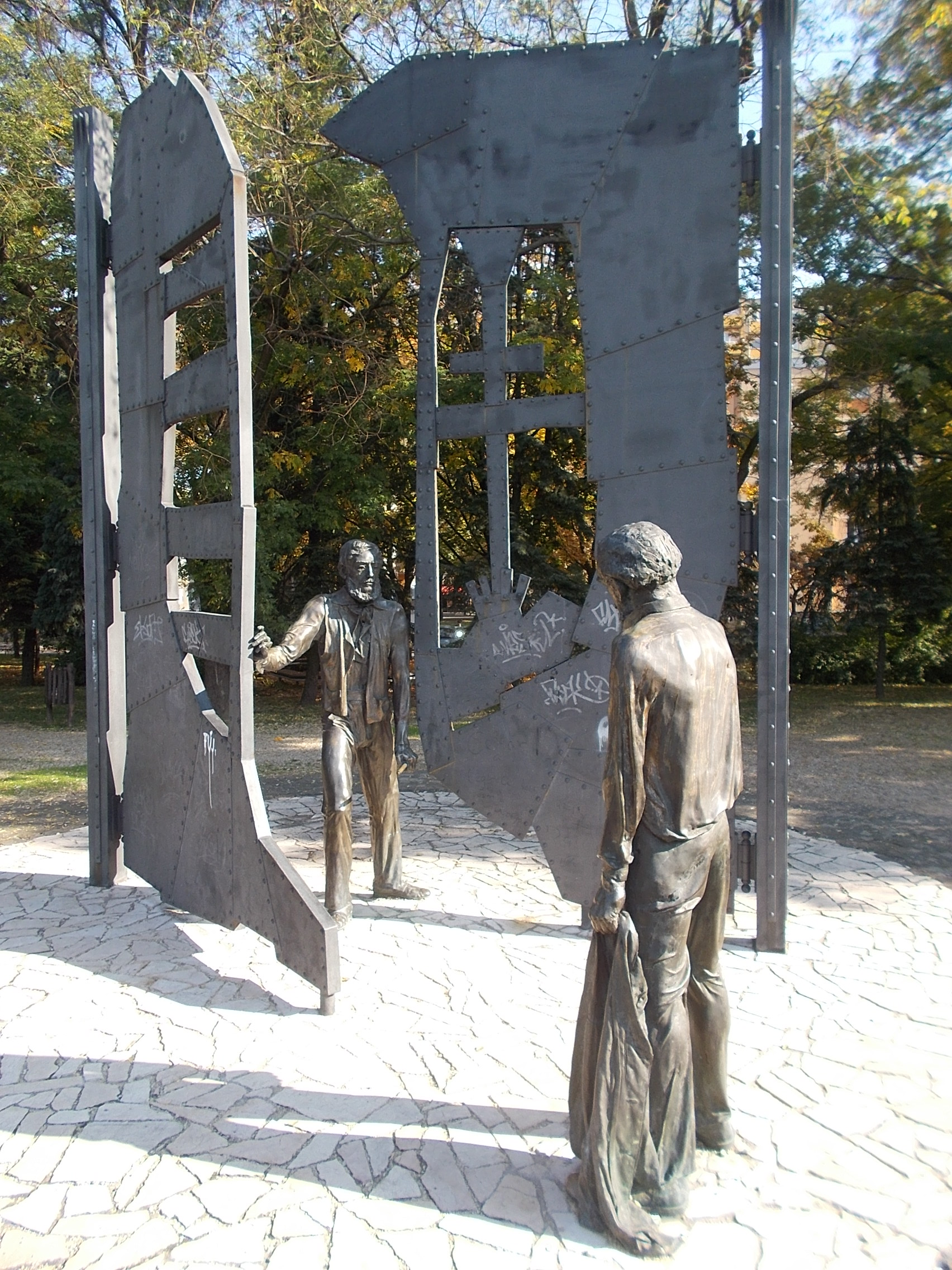
Széchenyi-Kossuth-emlékmű (Dunaújváros, Veres Kálmánnal, 1998)

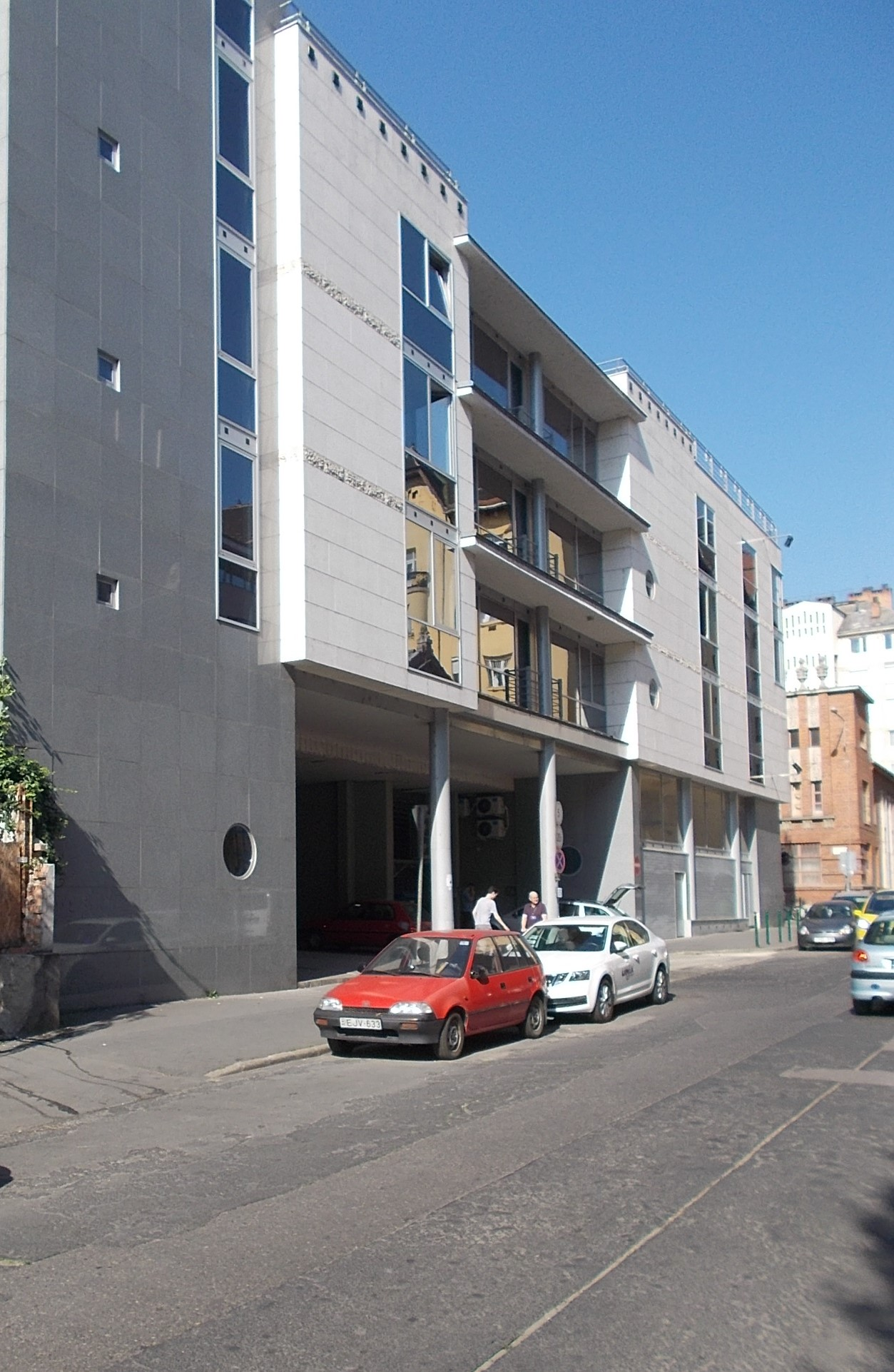
Margit Ház Irodaház (terv: Vadász Bence, 2000)

- II. világháborús emlékmű (Gönc, 1989)
- II. világháborús és 1956-os emlékmű (Pomáz, 1991)
- Kolduskapu (Budapest, 1995)
- Széchenyi-Kossuth-emlékmű (Dunaújváros, Veres Kálmánnal, 1998)
- Margit-ház (2000)
- Nissan-székház (2000)
- Péterhegyi lakópark (2001)
- Láng-sportcsarnok (2003)
- Heléna-ház (2003)
- Origó-ház (2004)
- Gallello-ház (2005)

## Díjai
- Diplomadíj (1989)
- Év Szép Háza (1995)
- „Dunaújvárosért Érem" (1998)
- Pest Megyei Építészeti Nívódíj (1998-1999, 2002, 2006-2008, 2011)
- Pro Architectura díj (2001)
- FIABCI Ingatlanfejlesztési Nívódíj (2001)
- Wienerberger–Terca Homlokzatburkolat Díj (Családi ház kategória, 2002)
- Ybl Miklós-díj (2004)
- Fiabci különdíj (2008)
- Építőipari Nívódíj (2009, 2020-2021)
- Év Háza Különdíj (2019)
- Beton Építészeti Díj (2019)
- Ray Rezső Vilmos Építészeti Nívódíj (2023)
- „Fémlemez az építészetben" - Prefa építészeti pályázat FŐDÍJ (2023)
- Kőbánya Építészeti Díja (2024)
- Prima-díj (2024)